# Tigre (héraldique)
Pour les articles homonymes, voir Tigre (homonymie).

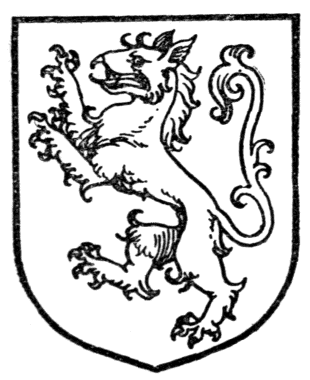
Un tigre, tiré du Guide complet de l'héraldique

Le tigre héraldique est une bête imaginaire utilisée comme charge en héraldique.

## Nom
Pour éviter toute confusion avec le tigre représenté sous sa forme naturelle, également utilisé en héraldique, celui-ci est spécifiquement décrit comme un « tigre du Bengale » .

## Description
Le corps du tigre héraldique rappelle celui d’un véritable tigre, mais il est dépourvu de rayures. Il possède une queue touffue semblable à celle d’un lion et une crinière épaisse autour du cou, similaire à celle d’un cheval. Sa tête, dotée de grandes mâchoires et d’un museau pointu, parfois cornu, ne ressemble que vaguement à celle d’un animal réel, évoquant de loin celle d’un loup,. Au Moyen Âge, on décrivait le véritable tigre comme étant tacheté, puis rouge.

## Histoire
Les véritables tigres étant longtemps méconnus en Europe, leurs représentations dans l'héraldique médiévale reposaient sur des descriptions indirectes et l'imagination des artistes. Ainsi, même si le tigre héraldique cherchait initialement à représenter un animal réel, il a fini par s'éloigner fortement de son modèle naturel. Plus tard, avec une meilleure connaissance des tigres réels grâce à l'expansion européenne, notamment en Inde, ces derniers ont progressivement trouvé leur place dans l'héraldique, aux côtés du tigre héraldique traditionnel.

## Mythologie
Le tigre héraldique est supposé avoir pour demeure l'Hyrcanie, en Iran. Sa grande rapidité aurait inspiré le mot persan tygris, signifiant « flèche », ainsi que le nom du fleuve Tigre, connu pour la vitesse de son cours.
Selon une légende, lorsqu'un tigre était à la poursuite d’un voyageur, celui-ci pouvait échapper à l’animal en abandonnant un miroir. Le tigre, intrigué ou fasciné par son propre reflet, se serait arrêté, soit par perplexité, soit pour admirer sa propre beauté. C'est pourquoi, dans l'héraldique, les tigres sont parfois représentés tenant ou regardant un miroir.